# アルギルダス家
アルギルダス家では1345年から1377年までのリトアニア大公アルギルダスの兄弟姉妹、息子、孫達について説明する。この一族はゲディミナス朝に属す。アルギルダスの息子のヤガイラスはヤギェウォ朝を創始した。

## 両親
- ゲディミナス（1275年頃 - 1341年） - リトアニア大公（1316年-1341年冬）
- ヤヴナ（1344年に死去） - ポロツク公イヴァンの娘

## 妻
- マリア・ヴィテフスカ（1346年に死去） - 1318年に結婚
- ウリヤナ・トヴェリスカヤ（1325年 - 1392年） - 1350年に結婚

## 兄弟
- ケーストゥティス（1297年 - 1382年8月クレヴォにて） - トラカイ公、リトアニア大公（1381年 - 1382年）
- マントヴィーダス（1288年頃 - 1348年） - ケルナヴェ及びスロニム公（1341年 - 1348年）
- ナリマンタス（洗礼名グレプ；1300年頃 - 1348年） - ピンスク、ポロツク及びノヴゴロド公
- ヤヴーヌティス（洗礼名イヴァン；1300年頃 - 1366年以後） - リトアニア大公（1341年 - 1344年）、イジャスラヴリ公（1346年 - 1366年）
- カリヨタス（1300年頃 - 1362年頃） - ナヴァフルダク公（1341年 - 1362年）
- リュバルタス（洗礼名ドミトリー；1300年頃 - 1384年） - ハールィチ・ヴォルィーニ及びルツク公（1340年 - 1384年）

## 姉妹
- マリア（1300年頃 - 1349年） - トヴェリ大公ドミトリー・ミハイロヴィチ妃
- アルドナ・オナ・ゲディミナイテ（1309年以後 - 1339年5月26日） - ポーランド王カジミェシュ3世妃（1333年 - 1349年）
- ダミラ（洗礼名エリザヴェータ；1364年死去） - プウォツク公ヴァツワフ妃
- エウフェミア（1342年2月5日死去） - ハールィチ及びヴォロディームィル＝ヴォルィーンシキー公ボレスワフ・ユーリー2世妃
- アイグスタ（1345年3月11日死去） - ヴラディーミル・モスクワ大公セミョーン妃

## 息子

### マリアとの息子
- アンドリュス（1325年 - 1399年8月12日死去） - ポロツク公（1342年 - 1387年）、プスコフ公（1342年 - 1348年）
- ドミトリユス（1327年 - 1399年8月12日ヴォルスクラ川の戦いで戦死） - ブリャンスク公（1356年 - 1379年及び1388年 - 1399年）
- コンスタンティナス（1390年10月以前に死去） - チョルトルィーシク公
- ヴラディミラス（1398年以後に死去） - キエフ、カプィリ及びスルツク公
- フィオドラス（テオドラス；1399年死去） - ルィリスク（1370年 - 1399年）、ラトネ（1387年 - 1394年）及びブリャンスク公（1393年）

### ウリアナとの息子
- ヤガイラス（ヴワディスワフ2世）（1351年頃 - 1434年6月1日死去） - リトアニア大公（1377年 - 1381年、1382年 - 1392年）、ポーランド王（1386年 - 1434年）
- スキルガイラ（洗礼名イヴァン；1354年 - 1397年1月11日キエフにて死去） - トラカイ（1382年 - 1395年）及びキエフ公（1395年 - 1397年）、リトアニアの摂政
- カリブタス（1350年以後 - 1404年以後） - ノヴゴロド・セヴェルスキイ公（1386年 - 1392/93年）
- レングヴェニス（洗礼名セミョーン；1431年6月19日以後に死去） - ムスチスラヴリ公、ノヴゴロドの摂政
- カリガイラ（洗礼名カジミェシュ；1350年以後 - 1390年） - ムスチスラヴリ公
- ヴィーガンタス（洗礼名アレクサンドル；1350年以後 - 1392年6月28日） - ケルナヴェ公
- シュヴィトリガイラ（洗礼名ボレスワフ；1370年頃 - 1452年2月10日ルツクにて死去） - リトアニア大公（1430年 - 1432年）、ヴォルィーニの統治者（1437年 - 1452年）

## 娘
- フェドラ - カラチェフ公スヴャトスラフ妃
- アグリピナ（洗礼名マリア；1393年死去） - スーズダリ公ボリス・コンスタンチノヴィチ妃
- ケナ（洗礼名ジョアン；1350年頃 - 1368年4月27日） - ポメラニア公カジミェシュ4世妃
- ヘレナ（1350年頃 - 1438年9月15日死去） - セルプホフ公ウラジーミル（勇敢公）妃
- マリア（1350年頃 - ?） - ヴァイディラの妻
- ヴィルゲイデ（洗礼名カタリナ；1350年以後 - 1420年4月4日死去） - メクレンブルク＝シュタルガルト公ヨハン2世妃
- アレクサンドラ（1350年以後 - 1434年6月19日死去） - マゾフシェ公シェモヴィト4世妃
- ヤドヴィガ（1350年以後 - 1407年以後） - オシフィエンチム公ヤン3世妃